# Liste des comtes de Braine
La liste des seigneurs et des comtes de Braine présente les seigneurs du comté de Braine, dont le chef-lieu se situait dans la paroisse de Braine (château de la Folie d'Aigremont), aujourd'hui ancien chef-lieu de canton de l'arrondissement de Soissons, dans le département de l'Aisne.

## Seigneurs de Braine
- 1040-1050 : Hugues
- 1094-1106 : Hugues II dit le Blanc ou de Laon
- 1106-1109 : Rodolphe (probablement frère de Hugues le Blanc)
- 1120 : André de Baudement, seigneur de Baudement et sénéchal de Champagne, beau-frère de Hugues le Blanc
- 1137 : Guy de Baudement, fils du précédent

## Comtes de Braine

### Maison capétienne de Dreux

Armes de la maison capétienne de Dreux.

- Vers 1150 : Robert Ier de Dreux, époux d'Agnès de Baudement, fille de Guy de Baudement
- 1188 : Robert II de Dreux, fils de Robert Ier
- 1218 : Robert III de Dreux dit Gasteblé, fils de Robert II
- 1233 : Jean Ier de Dreux, fils de Robert III
- 1248 : Robert IV de Dreux, fils de Jean Ier
- 1282 : Jean II de Dreux dit le Bon, fils de Robert IV
- 1307-1325 : Robert V de Dreux, fils de Jean II

### Maison de Pierrepont

Armes des comtes de Roucy de la maison de Pierrepont.

- 1325-1346 : Jean V de Pierrepont, comte de Roucy, cousin de Robert V
- 1346-1364 : Robert II de Pierrepont, fils de Jean V
- 1364 : Isabelle de Pierrepont, fille de Robert II
- Jusqu'en 1392 : Simon de Pierrepont, fils de Jean V, oncle d'Isabelle
- 1392-1395 : Hugues II de Pierrepont, fils de Simon
- 1395-1415 : Jean VI de Pierrepont, fils de Hugues II
- 1415-1459 : Jeanne de Pierrepont, fille de Jean VI

### Maison de Sarrebruck
- 1417-1459 : Robert Ier de Sarrebruck-Commercy, nommé Robert III de Braine, époux de Jeanne de Pierrepont
- 1459-1492 : Jean VII de Sarrebruck, fils de Robert III et de Jeanne
- 1492-1504 : Robert II de Sarrebruck-Commercy, nommé Robert IV de Braine, neveu de Jean VII
- : Amé III de Sarrebruck-Commercy, fils du précédent. Marié en 1520 à Renée de la Mark, ils n'eurent qu'un fils, Robert, mort en bas âge.

À la mort d'Amé III, ses trois sœurs se partagent son héritage : Guillemette obtient Braine, Catherine : Roucy, et Philippine : Commercy-Château-Haut et Montmirail.

### Maison de La Marck
- 1525-1536 : Robert III de La Marck, époux de Guillemette de Sarrebruck, morte à Braine en 1571, inhumée dans l'abbatiale Saint-Yved, fille de Robert IV de Sarrebruck ;
- 1537 : Robert IV de La Marck, fils de Robert III de La Marck ; marié avec Françoise de Brézé, inhumée dans l'abbatiale Sain-Yved de Braine ;
- 1555 : Charles-Robert de La Marck, duc de Bouillon, capitaine des cent suisses de la garde du Roi, chevalier des ordres du Roi (1578), fils de Robert IV de La Marck. Il mourut en 1622 à l'âge de 84 ans
- 1622 : Henri-Robert de La Marck, fils de Charles-Robert de La Marck

### Maison Eschallart de La Boulaie
- 1658 : Maximilien Eschallart (Eschalard), marquis de La Boulaie (La Boulaye), époux de Louise de La Marck, fille de Henri-Robert
- 1673 : Henri-Robert-Maximilien Eschallart de La Boulaye, fils des précédents, tué en 1675 à la bataille de Cantarbrick, marié en 1657 avec Jeanne de Saveuse ;

### Maison de Durfort de Duras
- 1689 : Louise-Madeleine, Eschalart de La Boulaye (morte en 1717), ainée des deux filles de Henri-Robert-Maximilien Eschallart de La Boulaye, épouse en 1689 Jacques Henri II de Durfort, 2e duc de Duras, fils de Jacques Henri de Durfort, premier duc de Duras, maréchal de France, et de Marguerite de Lévis-Ventadour, sœur du duc Louis-Charles de Ventadour, dont deux filles :
- 1717 : Jeanne Marguerite de Durfort, mariée en 1709 avec Louis de Lorraine, prince de Lambesc. En 1740, elle céda le comté de Braine à sa sœur :

- 1740 : Henriette Julie de Durfort, comtesse de Braine et dame de Pontarcy après sa sœur, mariée en 1717 avec Procope Marie d'Egmont Pignatelli, comte d'Egmont, duc de Bisaccia, Elle meurt en 1779, laissant un fils :

### Famille Pignatelli d'Egmont
- 1740 : Procope-Marie-Antoine-Charles-Nicolas-Augustin Pignatelli d'Egmont (« Procopio Carlo Pignatelli ») (24 novembre 1703 - Bruxelles † 22 mai 1743 - Naples), 5e duc de Bisaccia, Grand d'Espagne, prince du Saint-Empire, chevalier de la Toison d'Or, époux de Henriette-Julie de Durfort-Duras, fille de Jacques Henri II de Durfort ;
- 1743 : Casimir Pignatelli (6 décembre 1727 † 1er décembre 1801 - Brunswick), 10e prince de Gavre, 8e duc de Bisaccia, marquis de Renty, 14e comte d'Egmont, lieutenant-général des armées du roi, député aux États Généraux de 1789, cadet des trois fils du précédent (ses deux frères aînés Thomas-Victor et Guy-Félix Pignatelli furent sans postérité), sans enfants survivants, il eut de sa fille aînée deux petits-enfants, morts aussi sans postérité.
- Henriette-Nicole Pignatelli d'Egmont (1719-1782), fille de Procope et sœur du précédent x 1738 Marie-Charles-Louis d'Albert duc de Luynes et de Chevreuse (1717-1771) : d'où succession.

## Pour approfondir